# Raymundo Gleyzer
Raymundo Gleyzer (Buenos Aires, 25 de setembre de 1941 – desaparegut durant l'última dictadura militar argentina el 27 de maig de 1976) va ser un crític i director de cinema argentí. S'especialitzava en el gènere documental, encara que va dirigir llargmetratges de ficció, i també va realitzar activitats com a periodista. Va ser detingut-desaparegut durant la última dictadura cívic-militar argentina. Després del retorn de la democràcia en 1983, la seva obra va ser redescoberta per noves generacions de cineastes. El seu film de 1973 Los traidores és actualment considerat com una obra de culte.

## Biografia
Gleyzer va néixer a la Ciutat de Buenos Aires el 25 de setembre de 1941, fill de Jacobo Gleyzer (un immigrant rus ucraïnès) i Sara Aijen (originalment Sara Aijenbom), i germà de Greta.

### Formació i trajectòria
Als 20 anys Gleyzer va deixar la Facultat de Ciències Econòmiques on estava estudiant i es va inscriure en la de cinema en La Plata. Després de passar per l'Escola Superior de cinema de la Universitat Nacional de La Plata, va començar amb els seus primers treballs fílmics. En 1964 va realitzar La tierra quema, un documental que narra la misèria dels pagesos al nord-oest del Brasil. Posteriorment va realitzar el migmetratge Ocurrido en Hualfin o Sucedió en Hualfin (1966) al costat de Jorge Prelorán.
A partir de 1965 va iniciar una altra etapa, marcada pel seu treball en noticiaris (Canal 7 i Telenoche per Canal 13, ambdós de Buenos Aires). Va ser el primer camerògraf argentí que va filmar en les Illes Malvines, des d'on va produir en 1966 una sèrie documental sobre vida quotidiana a les illes, per a Telenoche, programa conduït aleshores per Mónica Cahen D'Anvers i Andrés Percivale, amb el que va fer el documental Nuestras Islas Malvinas. Igualment, va ser el primer a enviar informes fílmics i reportatges sobre el treball a la safra del sucre en Cuba, per a emissió en la televisió argentina en 1970.

### México, la revolución congelada
Gleyzer va aconseguir en 1970 el permís i el suport del llavors secretari de la Governació i candidat a President Luis Echeverría -que estava en la seva campanya política- per a la filmació. Quan el mateix, que havia assumit la presidència el 1 de desembre de 1970 va advertir en estrenar-se el film que no era l'elogi a la "revolució feta institució" que esperava sinó una feroç crítica a un ideal traït, es va enfurir i mitjançant el seu ambaixador a Buenos Aires va exigir i va aconseguir que el govern argentí prohibís el documental, que només va durar un dia en cartellera, mentre que a Mèxic la seva prohibició va fer que el film no s'exhibís fins 2007.
El film és una anàlisi de la realitat soci-política de Mèxic, dins del context històric de la Revolució Mexicana, que acaba amb la massacre a la Plaça de Tlatelolco en 1968. Es van utilitzar material d'arxiu de la dècada de 1910, entrevistes amb persones de diversa condició, incloent-hi pagesos, polítics, intel·lectuals, sindicalistes, etc. També es mostren escenes de la vida d'una família indígena a Chiapas, amb els seus rituals religiosos, els seus cultius, judicis i escoles bilingües.
El cineasta mexicà Paul Leduc, molt jove llavors, va fer de productor, fixer, assessor i xofer. A Nova York estava William Susman, home de cinema i productor, que havia integrat la Brigada Lincoln que va lluitar per la República durant la Guerra Civil Espanyola. Com a camerògraf el director va cridar al seu mestre Humberto Ríos, mort el 8 de novembre de 2014, la seva esposa l'antropòloga María Vera va fer la recerca i Sapire el so.
Gleyzer va encantar a Echeverría, qui li va atorgar totes les facilitats per a gravar les seves aparatoses gires de campanya, li va donar un lloc al seu costat en el seu autobús i inclusivament li va prestar un helicòpter, ignorant com era el guió del més pur caire guevarista que aquell tenia al cap.

El conseller de l'ambaixada mexicana a l'Argentina va dir: 
| « | ”tot el que es diu en la pel·lícula és verídic i cert. El que passa és que fa que Mèxic es vegi malament". | » |

Per a La Jornada el film: 
| « | ”[…] és un típic producte de les esquerres dels 70, pamfletari, apassionat, no tan rigorós amb les dades històriques. Parla de l’"atomització" de l'esquerra mexicana però no esmenta que en aquest Mèxic les seves organitzacions estaven proscrites i gairebé tots els seus líders estaven a la presó… El viatge al sud-est és un moment lluminós en el documental. L'equip filma la mà d'obra semiesclava de les hisendes iucateques, que parla de la seva vida quotidiana…. una hisendada …diu… que "només" posseeix 14 hisendes, de les més de 30 que alguna vegada va tenir la seva família…."I que tal els seus treballadors?", pregunta Gleyzer en off. "Algo flojitos", respon la senyora mentre es bressola en la seva cadira, aliena al destí que tenen les seves paraules. "Aquí els paguem perquè no es morin de fam". | » |

Manrupe i Portela escriuen 
| « | ”Amb la càrrega ideològica de l'època en què va ser realitzat, aquest film de muntatge, el primer de Gleyzer, profetitza la crisi de Chiapas dels ’90, en una de les rares vegades que el cinema argentí s'ha acostat a un tema social estranger.” | » |

El film va ser guardonat amb el Premi Lleopard d'Or en el Festival Internacional de Cinema de Locarno, Suïssa, de 1971 i el Premi al Millor Documental en el Festival Internacional de Cinema d'Adelaide, Austràlia.

### Grup Cinema de la Base
A nivell personal va continuar la seva formació com marxista, es va allunyar en forma definitiva del Partit Comunista Argentí i va començar a militar en el PRT (Partit Revolucionari dels Treballadors). Casat amb Juana Sapire, van tenir un fill, Diego.
Com a fruit d'aquest canvi, va crear el grup "Cinema de la Base" al costat dels seus amics militants, usant la càmera com una arma de combat. És així que va realitzar, ja des de la clandestinitat, els migmetratges Swift i Ni olvido ni perdón, la Masacre de Trelew amb material d'arxiu sobre la tràgica massacre, i una nota als líders de Montoneros, ERP i FAR realitzada per la televisió chubutense que no es va exhibir en mitjans de comunicació en aquesta època.
En 1973 va filmar Los traidores, que narra la història d'un sindicalista que passa de ser un delegat que es preocupava per la sort dels seus treballadors a un buròcrata que acaba sent el portaveu dels interessos de la patronal, a partir de la seva excel·lent capacitat tant per a la negociació com per a la simulació. El personatge al qual fa òbvia referència Gleyzer és José Ignacio Rucci, secretari general de la CGT en aquella època, assassinat per guerrillers el 25 de setembre de 1973 i el retrata amb el seu bigoti i l'automòbil Torino blanc característic.

### Últims anys i desaparició forçada
Gleyzer va ser un artista incansable que va buscar mostrar al món els flagels que sofreixen els habitants d'Amèrica Llatina. Amb el grup "Cinema de la Base", va organitzar i va projectar els seus films en barris, escoles, universitats i fàbriques. Les seves pel·lícules, que havien de ser filmades i estrenades clandestinament, ho van posar en la mira de l’ Alianza Anticomunista Argentina, creada per José López Rega, i el llavors comissari general de la Policia Federal Argentina, Alberto Villar durant el govern interí de Raúl Lastiri, en 1973.
Amb la dictadura instal·lada i arran de la persecució, el grup "Cinema de la Base" —desmembrat i expulsat a l'exili— va realitzar des del Perú Las AAA son las tres Armas, un curtmetratge amb fragments de la "Carta abierta de un escritor a la Junta Militar", escrita per Rodolfo Walsh.
En 1976 va realitzar per raons de treball un viatge a Nova York i com la filmació es demorava Gleyzer va decidir tornar a l'Argentina, on va ser segrestat el 27 de maig de 1976 per la dictadura militar que va enderrocar a María Estela Martínez de Perón a la porta del Sindicat Cinematogràfic Argentí (SICA) i roman desaparegut fins avui.

## Llegat
El curtmetratge Las AAA son las tres Armas va ser guardonat amb un Esment Especial en la categoria de Documental en la Primera Edició del Festival Internacional del Nou Cinema Llatinoamericà de l'Havana (Cuba), en 1979.
L'obra de Gleyzer forma part de la història del cinema documental fundacional. Prova d'això és la multillorejada México: La Revolución Congelada, que finalment en 1972 va poder ser estrenada a l'Argentina. Les còpies originals de Los traidores van haver de ser tretes del país i van tornar molt després de la instauració de la democràcia en 1983.
| «                        | Nosaltres no fem films per a morir, sinó per a viure, per a viure millor. I si se'ns va la vida en això, vindran uns altres que continuaran. | » |
| — Raymundo Gleyzer, 1974 | |   |

El premiat film documental Raymundo (2003), dels directors Ernesto Ardito i Virna Molina, és un homenatge a la seva memòria.

## Filmografia

### Director
- La tierra quema (curtmetratge documental) (1964)
- Ocurrido en Hualfín (documental) (1965)
- Pictografías del Cerro Colorado (1965)
- Ceramiqueros de tras la sierra (curtmetratge documental) (1965)
- Elinda del Valle (curtmetratge documental) (1969)
- Swift 1971 (documental) (1971)
- Ni olvido ni perdón: 1972, la masacre de Trelew (curtmetratge documental) (1972)
- México, la revolución congelada (documental) (1973)
- Los traidores (1973)
- Me matan si no trabajo y si trabajo me matan: La huelga obrera en la fábrica INSUD (documental) (1974)

### Guionista
- La tierra quema (curtmetratge documental) (1964)
- Ocurrido en Hualfín (documental) (1965)
- Ceramiqueros de tras la sierra (curtmetratge documental) (1965)
- México, la revolución congelada (documental) (1973)
- Los traidores (1973)

### Muntatge
- La tierra quema (curtmetratge documental) (1964)
- Ocurrido en Hualfín (documental) (1965)
- Ceramiqueros de tras la sierra (curtmetratge documental) (1965)
- Los traidores (1973)

### Director de fotografia
- Ocurrido en Hualfín (documental) (1965)
- El otro oficio (curtmetratge documental) (1967)

### Com ell mateix
- Fuego eterno (curtmetratge documental) (veu) (2012)